# Estados do Pacífico

Os estados banhados pelo Oceano Pacífico, nos Estados Unidos.

Estados do Pacífico (em inglês: Pacific States) é uma região dos Estados Unidos, localizada às margens do Oceano Pacífico, que abrange os Estados de Alasca, Califórnia, Havaí, Óregon e Washington.